# 訃報 2015年7月
訃報 2015年7月（ふほう 2015ねん7がつ）では、2015年7月に物故した、又は物故が報じられた人物についてまとめる。

## (1日 - 15日)

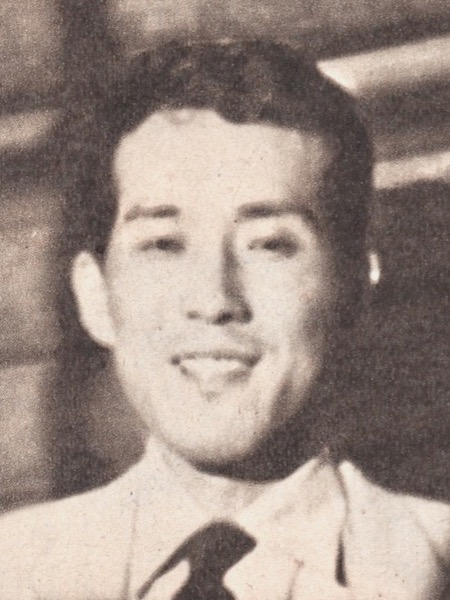
大竹省二／7月2日没

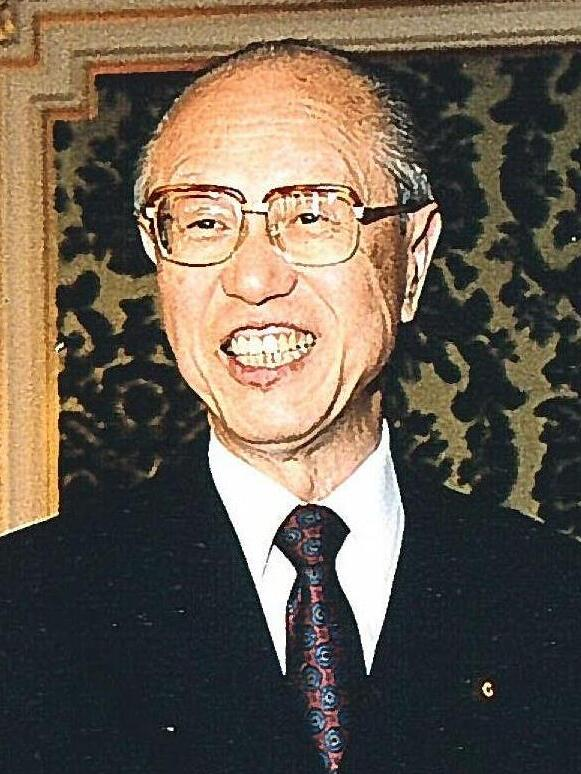
田邊誠／7月2日没

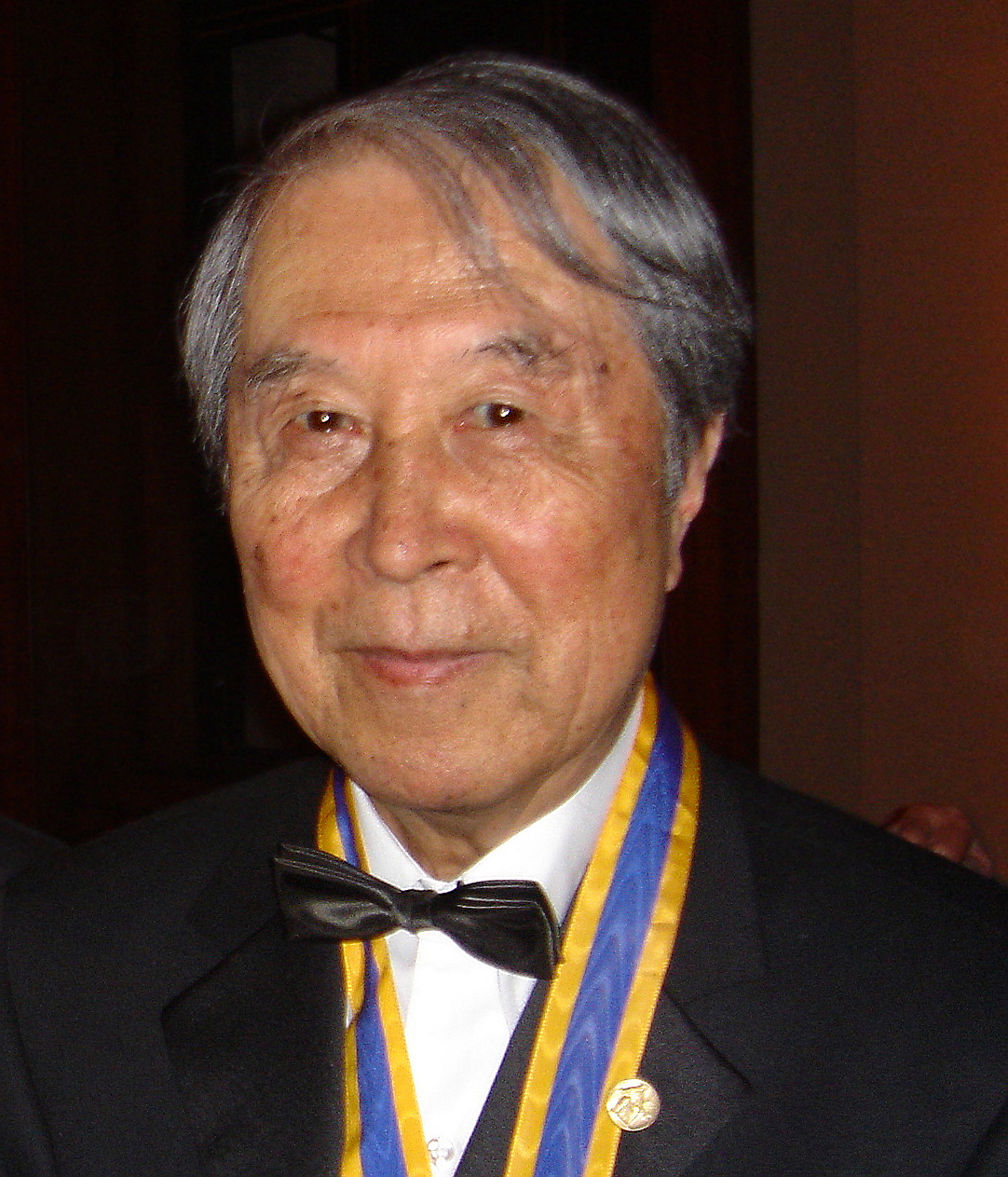
南部陽一郎／7月5日没

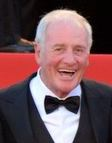
ジェリー・ワイントローブ／7月6日没

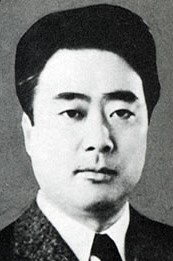
平泉渉／7月7日没

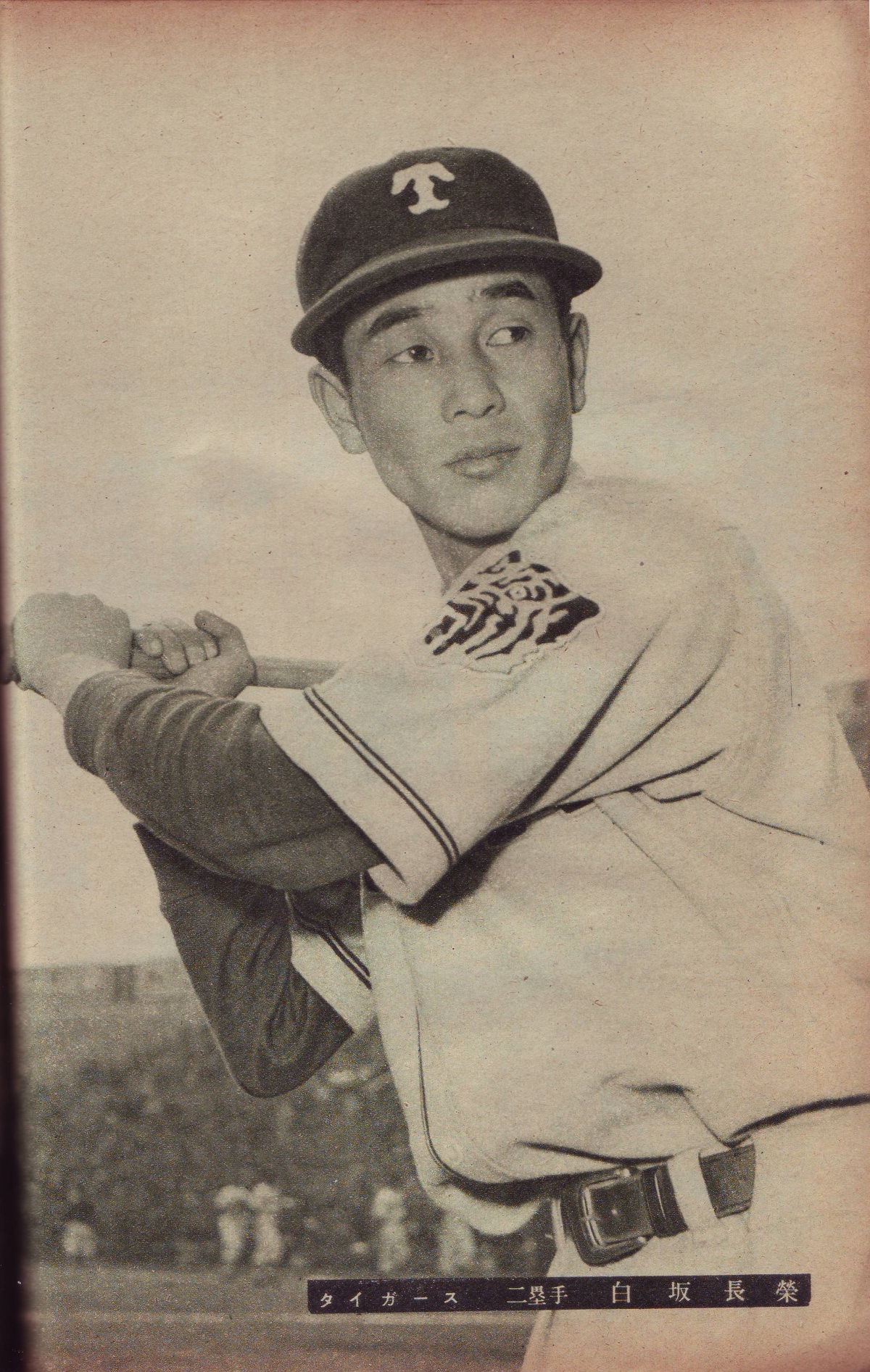
白坂長栄／7月8日没

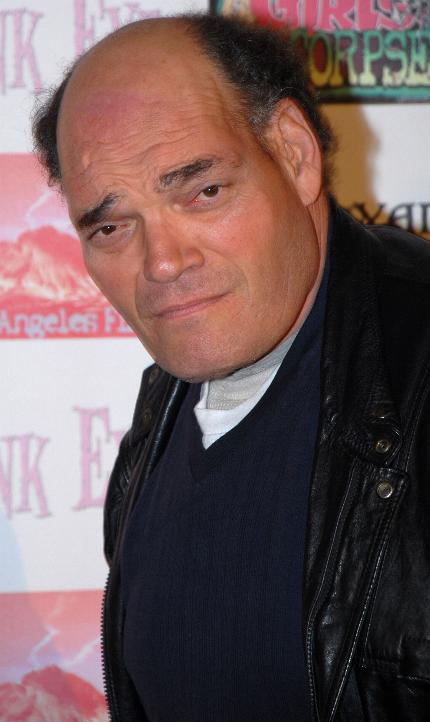
アーウィン・キーズ／7月8日没

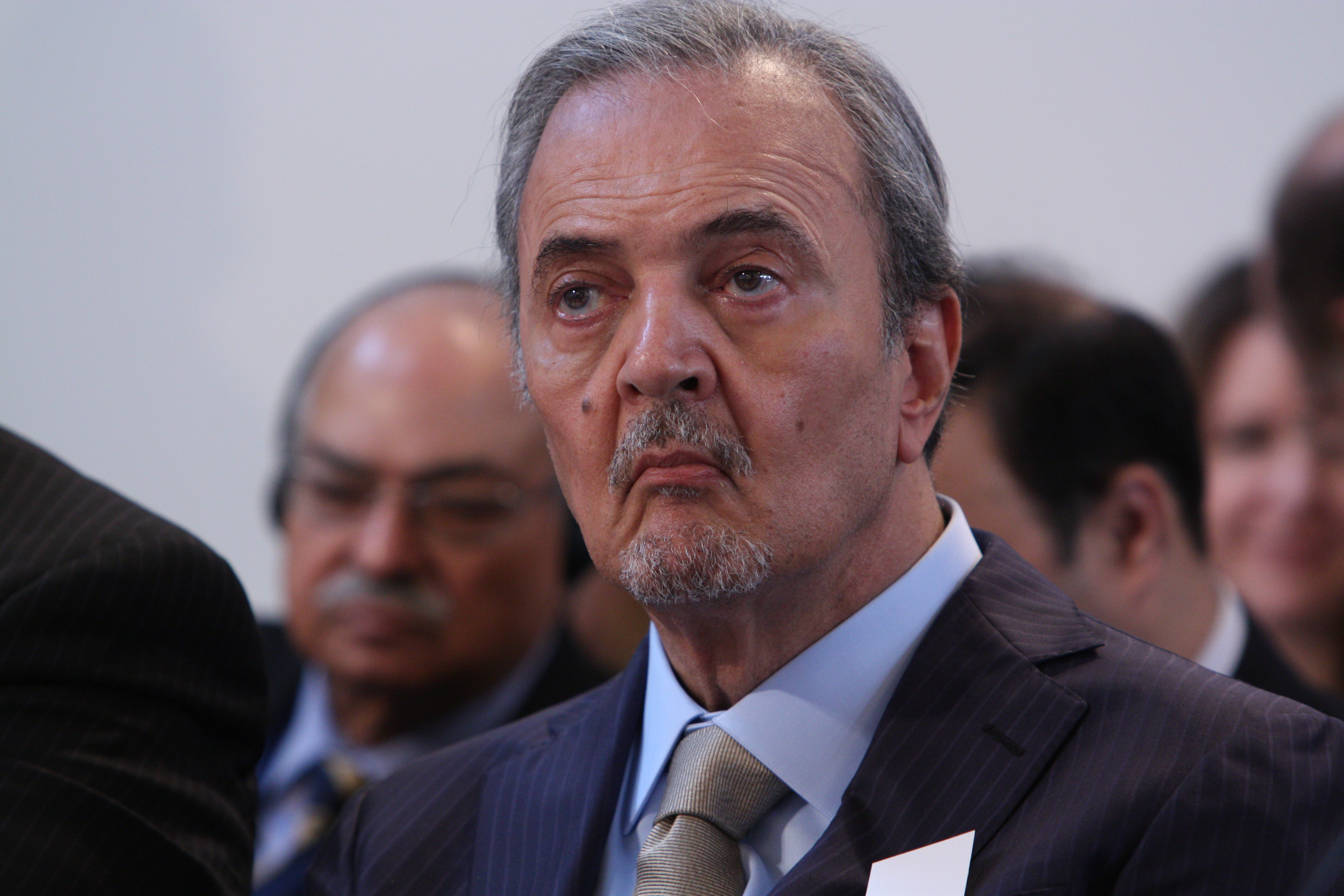
サウード・アル＝ファイサル／7月9日没

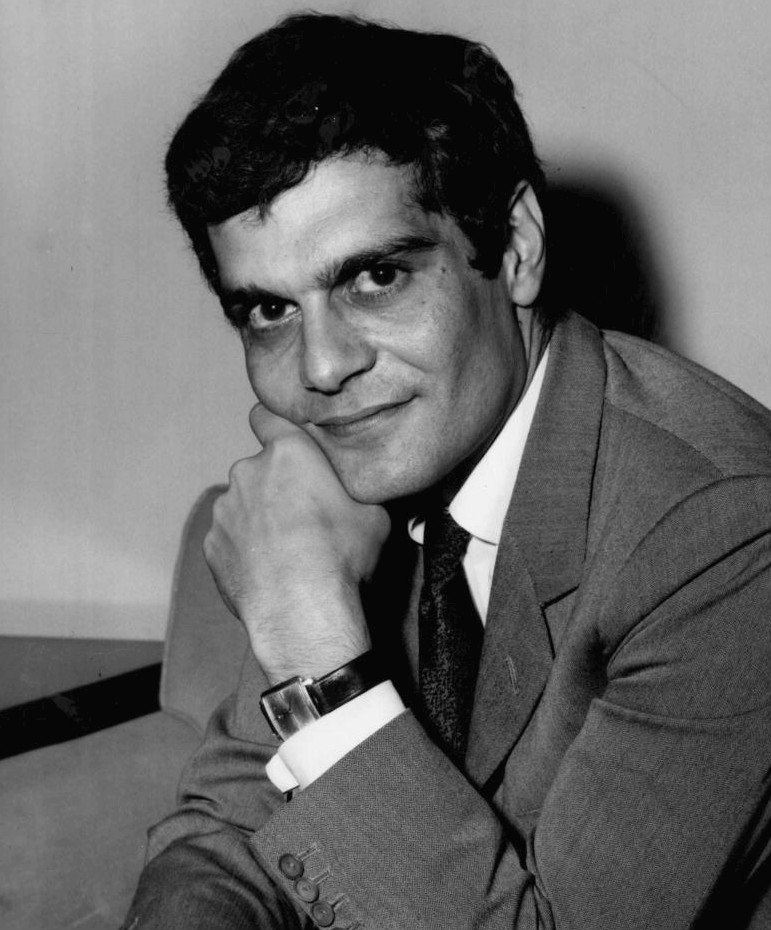
オマル・シャリーフ／7月10日没

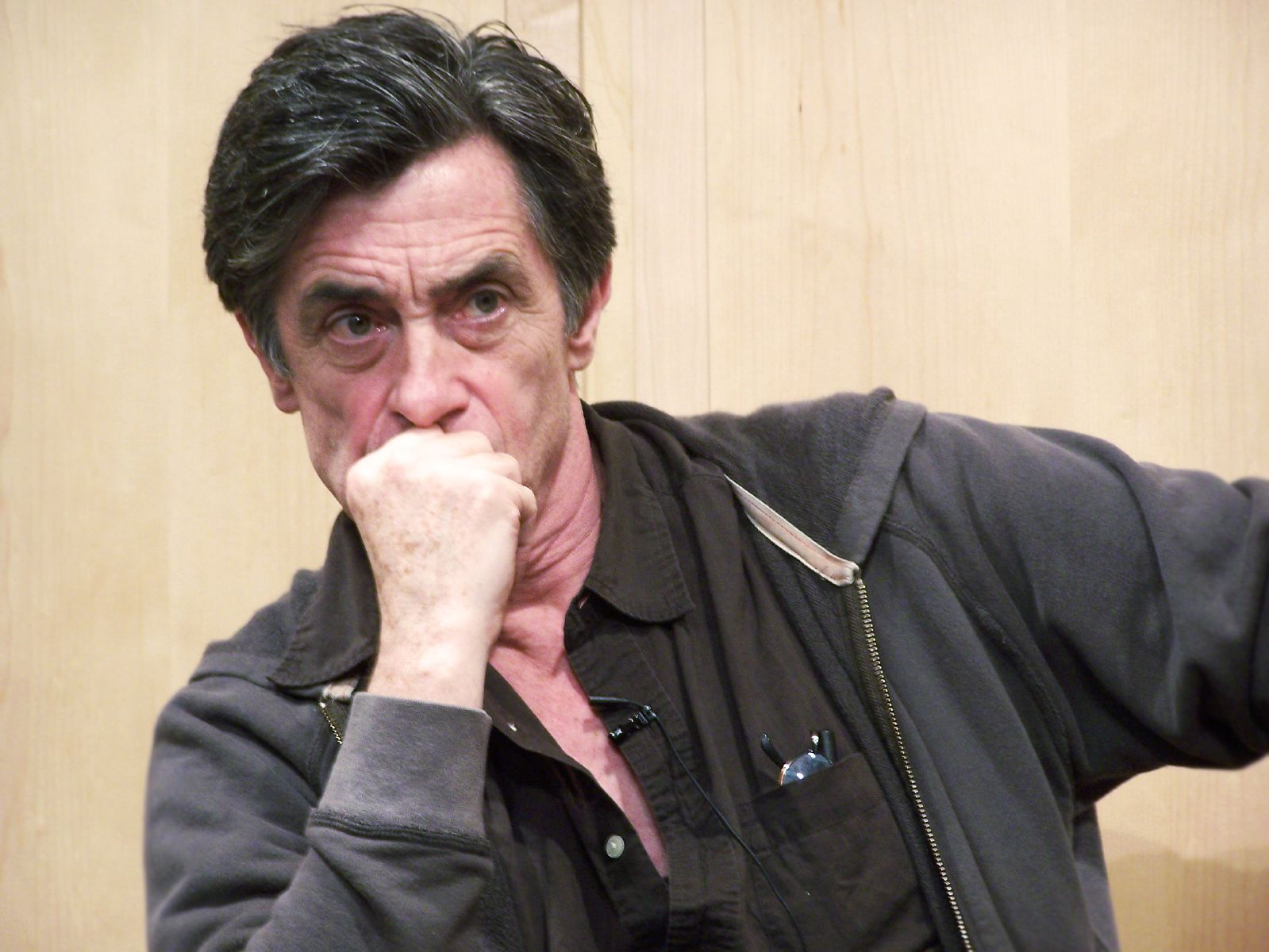
ロジャー・リース／7月10日没

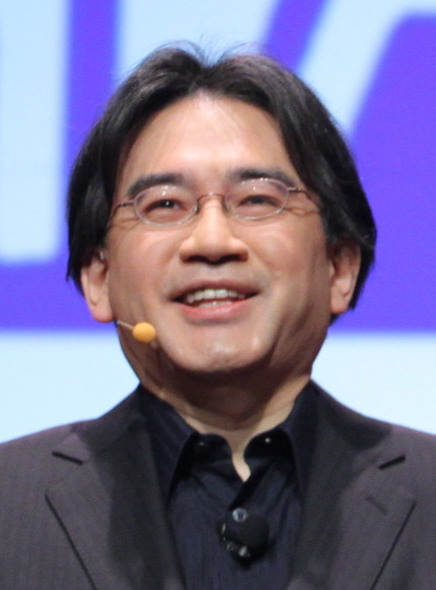
岩田聡／7月11日没

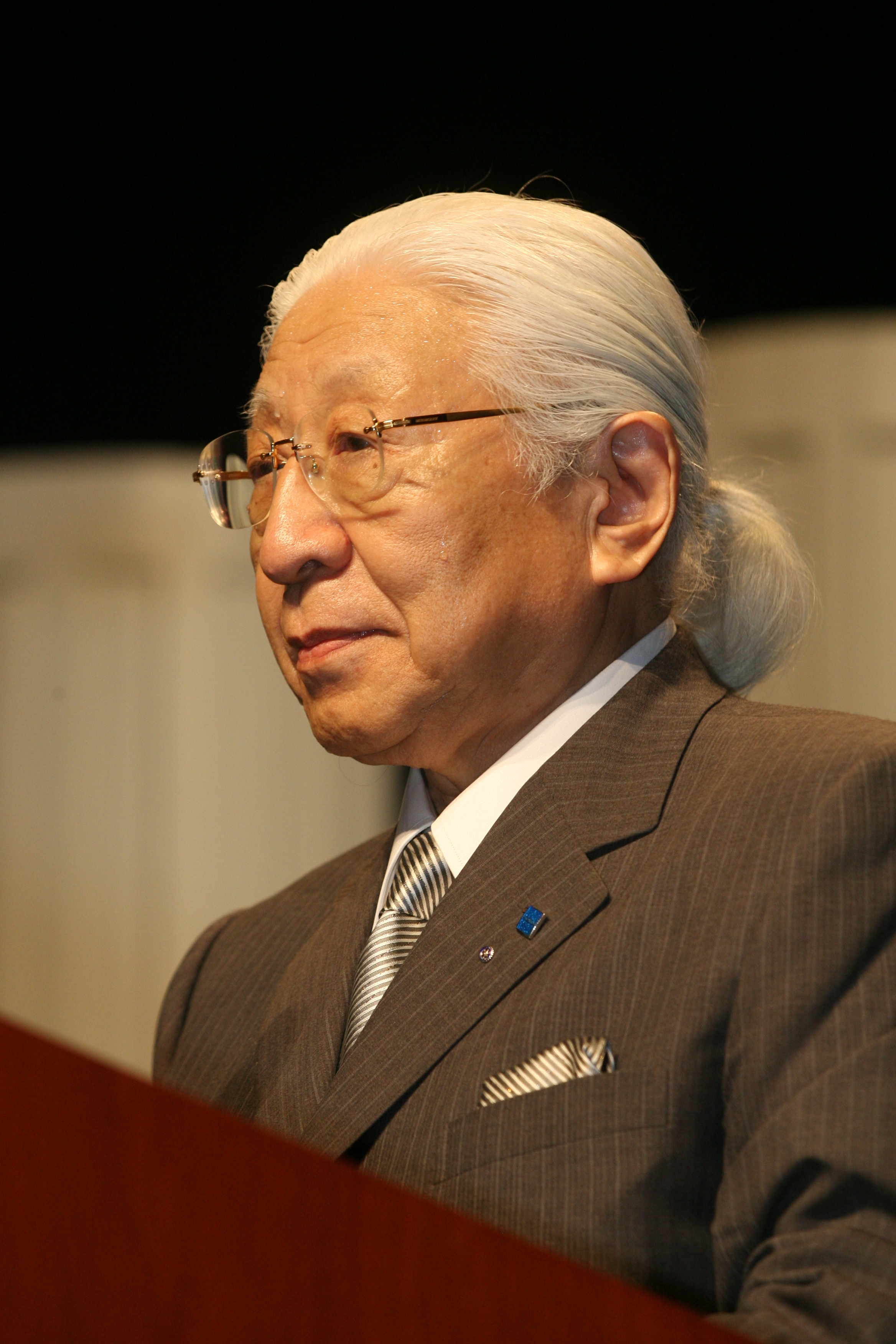
堀場雅夫／7月14日没

- 7月1日 - セルジオ・ソリーマ、イタリアの映画監督・脚本家（* 1921年）[1]
- 7月1日 - 塩入明、日本の実業家、元王子製紙副社長（* 1932年）[2]
- 7月1日 - 原田康夫、日本の実業家、元横河ブリッジ社長（* 1940年）[3]
- 7月2日 - 大竹省二、日本の写真家（* 1920年）[4]
- 7月2日 - 田邊誠、日本の政治家、元日本社会党衆議院議員、第11代日本社会党委員長（* 1922年）[5]
- 7月2日 - スラヴコ・アヴセニク（スロベニア語版）、スロベニアのアコーディオン奏者・作曲家（* 1929年）[6]
- 7月2日 - 神崎礼一、日本の政治家、元福岡県豊前市長（* 1931年）[7]
- 7月2日 - 武重邦夫、日本の映画監督（* 1939年）[8]
- 7月2日 - 沖島勲、日本の映画監督、脚本家（* 1940年）[9]
- 7月2日 - 有里紅良、日本の小説家、漫画原作者（* 1961年）[10]
- 7月3日 - 高橋清、日本の政治家、元神奈川県川崎市長（* 1925年）[11]
- 7月3日 - 岡源郎、日本の薬理学者、元大阪薬科大学学長（* 1932年）[12]
- 7月3日 - 小林元、日本の政治家、元参議院議員【新進党・民主党所属】（* 1932年）[13]
- 7月3日 - 中邨秀雄、日本の芸能プロモーター、吉本興業第8代社長（* 1932年）[14]
- 7月3日 - 北沢洋子、日本の国際問題評論家（* 1933年）[15]
- 7月4日 - ダイアナ・ダグラス（英語版）、アメリカ合衆国の女優（* 1923年）[16]
- 7月4日 - 富田忠雄、日本の実業家、ファーム富田会長（* 1931年）[17]
- 7月5日 - 百井盛、日本の長寿者、当時世界最高齢の男性（* 1903年）[18]
- 7月5日 - 南部陽一郎、日本生まれのアメリカ人理論物理学者、シカゴ大学名誉教授、大阪市立大学名誉教授、立命館アジア太平洋大学アカデミック・アドバイザー（* 1921年）[19]
- 7月5日 - 菊谷勝利、日本の政治家、前北海道砂川市長（* 1939年）[20]
- 7月5日 - アマンダ・ピーターソン（英語版）、アメリカ合衆国の女優（* 1971年）[21]
- 7月6日 - 高橋敷、日本の教育評論家（* 1929年）[22]
- 7月6日 - ジェリー・ワイントローブ、アメリカ合衆国のプロデューサー（* 1937年）[23]
- 7月7日 - 伊藤喜美、日本の実業家、株式会社バローの創業者・現相談役名誉会長（* 1922年）[24]
- 7月7日 - 平泉渉、日本の政治家、外交官、元自由民主党参議院議員・衆議院議員、第36代経済企画庁長官（* 1929年）[25]
- 7月7日 - 菊地雅章、日本のジャズ・ピアニスト（* 1939年）[26]
- 7月8日 - 白坂長栄、日本のプロ野球選手（内野手）、二軍監督、スコアラー（* 1922年）[27]
- 7月8日 - 沖浦和光、日本の社会学者・民俗学者、桃山学院大学名誉教授（* 1927年）[28]
- 7月8日 - 相倉久人、日本の音楽評論家（* 1931年）[29]
- 7月8日 - 吉川廣和、日本の実業家、DOWAホールディングス相談役（* 1942年）[30]
- 7月8日 - アーウィン・キーズ、アメリカ合衆国の俳優（* 1952年）[31]
- 7月8日 - 石田長生、日本のギタリスト（* 1952年）[32]
- 7月8日 - 宮脇敏、日本のプロ野球選手（投手）（* 1952年）[33]
- 7月9日 - 林土太郎、日本の映画録音技師（* 1922年）[34]
- 7月9日 - 川添登、日本の建築評論家（* 1926年）[35]
- 7月9日 - サウード・アル＝ファイサル、サウジアラビアの政治家、前サウジアラビア外務大臣（* 1940年）[36]
- 7月9日 - 小斉平敏文、日本の政治家、元自由民主党参議院議員（* 1949年）[37]
- 7月9日 - 宇井稔、日本の検事、元千葉地方検察庁検事正（* 1953年）[38]
- 7月10日 - 9代目入船亭扇橋、日本の落語家（* 1931年）[39]
- 7月10日 - オマル・シャリーフ、エジプトの俳優（* 1932年）[40]
- 7月10日 - ロジャー・リース、イギリスの俳優（* 1944年）[41]
- 7月11日 - 岩田聡、日本の実業家、任天堂第4代社長（* 1959年）[42]
- 7月12日 - 松田堯、日本の実業家、両備グループ代表（* 1922年）[43]
- 7月12日 - 犬養康彦、日本の実業家、元共同通信社社長（* 1928年）[44]
- 7月12日 - 成思危、中華人民共和国の経済学家 （* 1935年）[要出典]
- 7月12日 - 松鶴家祐二、日本の漫才師、漫談家（* 1951年）[45]
- 7月13日 - 藤岡和賀夫、日本の広告プロデューサー（* 1927年）[46]
- 7月13日 - 渡辺英樹、日本のミュージシャン、ベーシスト、C-C-Bのリーダー（* 1960年）[47]
- 7月14日 - 堀場雅夫、日本の実業家、堀場製作所創業者（* 1924年）[48]
- 7月14日 - 竹前栄治、日本の政治学者、占領史研究家、東京経済大学名誉教授、東京都立大学 (1949-2011)法学博士（* 1930年）[49]
- 7月14日 - 三井信雄、日本の技術者、実業家（* 1931年）[50]
- 7月14日 - 和田克司、日本の文学研究者（日本文学）、大阪成蹊短期大学名誉教授（* 1938年）[51]
- 7月14日 - 高橋一三、日本のプロ野球選手（投手）（* 1946年）[52]
- 7月15日 - 万里、中国の政治家、元全国人民代表大会常務委員長（* 1916年）[53]
- 7月15日 - オーブリー・モリス（英語版）、イギリスの俳優（* 1926年）[54]
- 7月15日 - 青木昌彦、日本の経済学者、数理経済学者（* 1938年）[55]
- 7月15日 - 鶴木真、日本の政治社会学者、東京大学名誉教授（* 1942年）[56]

## (16日 - 31日)

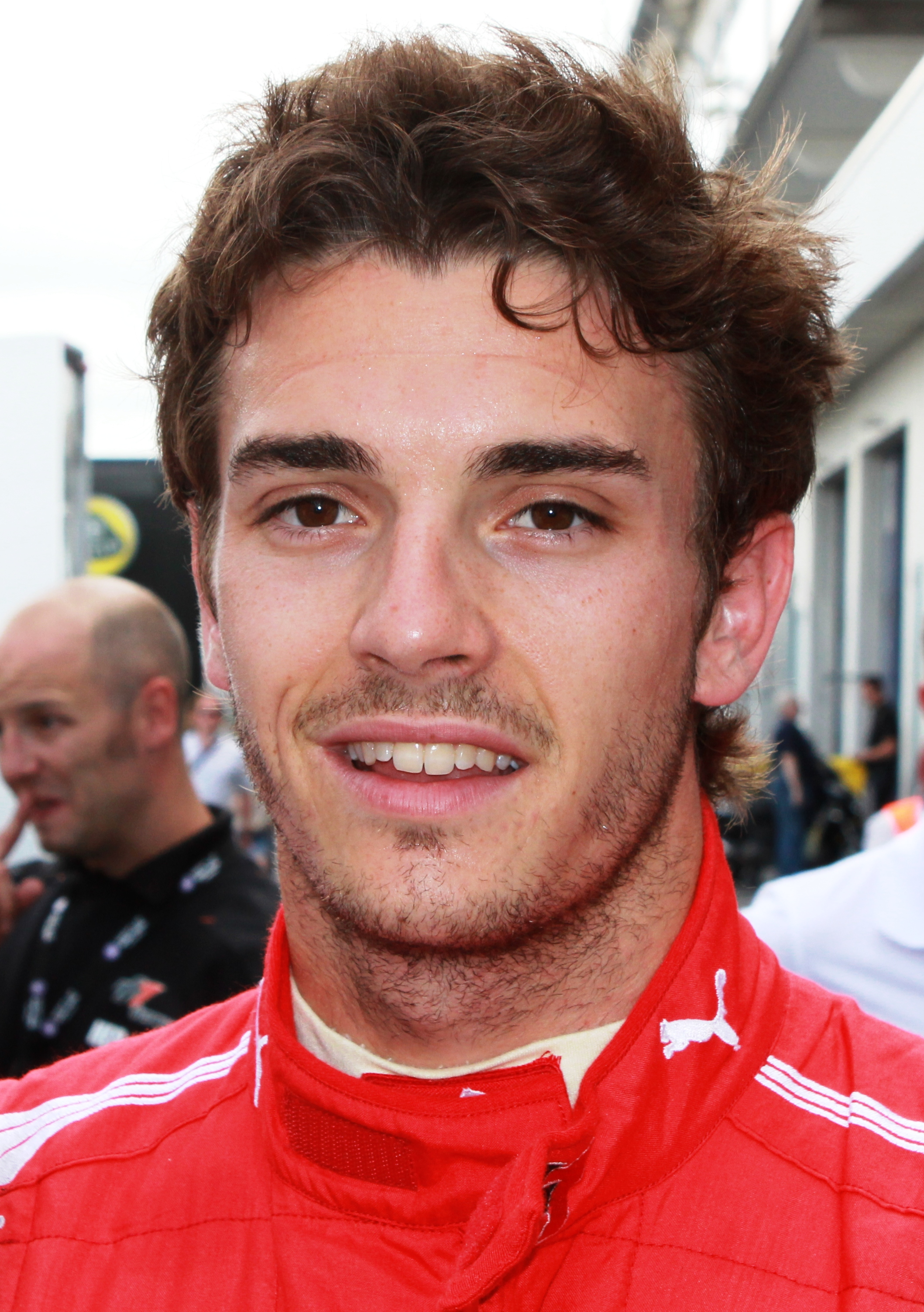
ジュール・ビアンキ／7月17日没

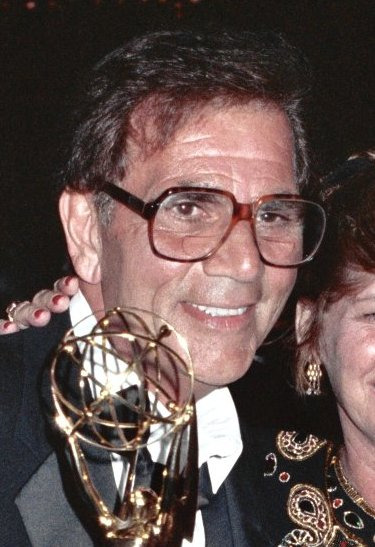
アレックス・ロッコ／7月18日没

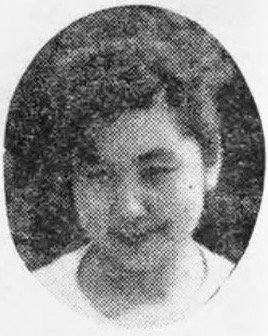
紀平悌子／7月19日没

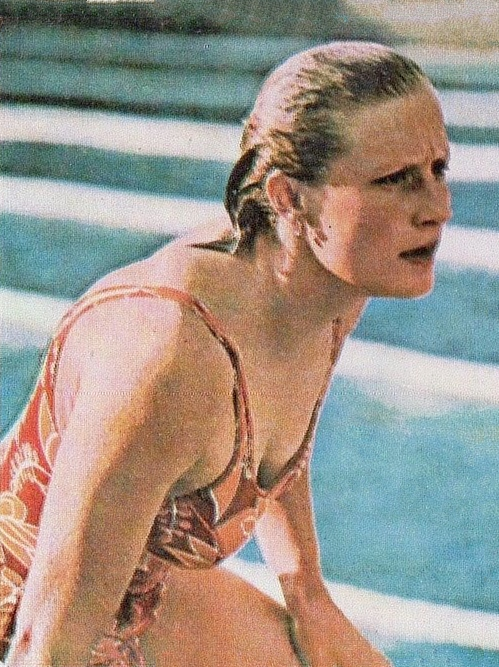
ガリナ・プロズメンシコワ／7月19日没

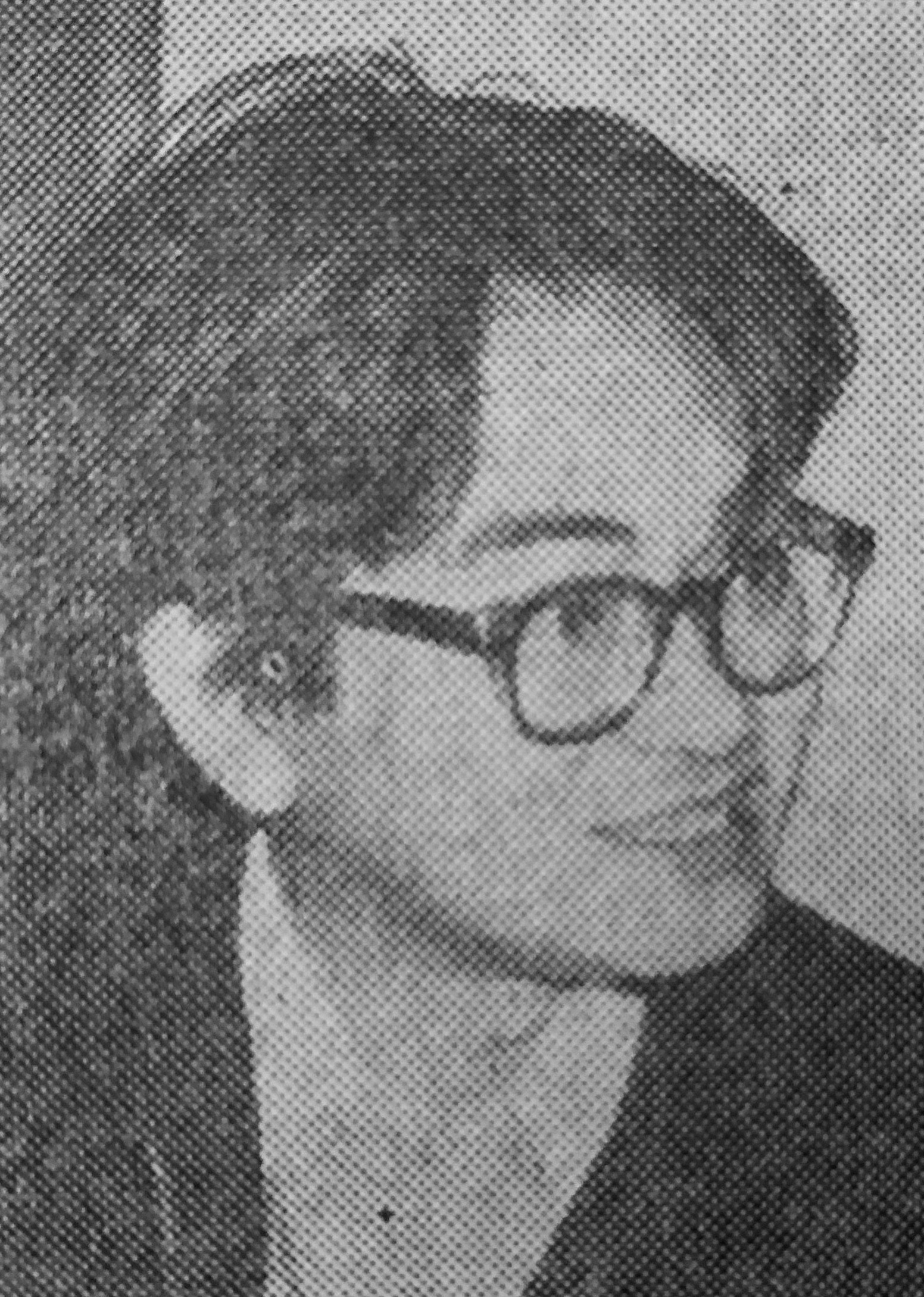
鶴見俊輔／7月20日没

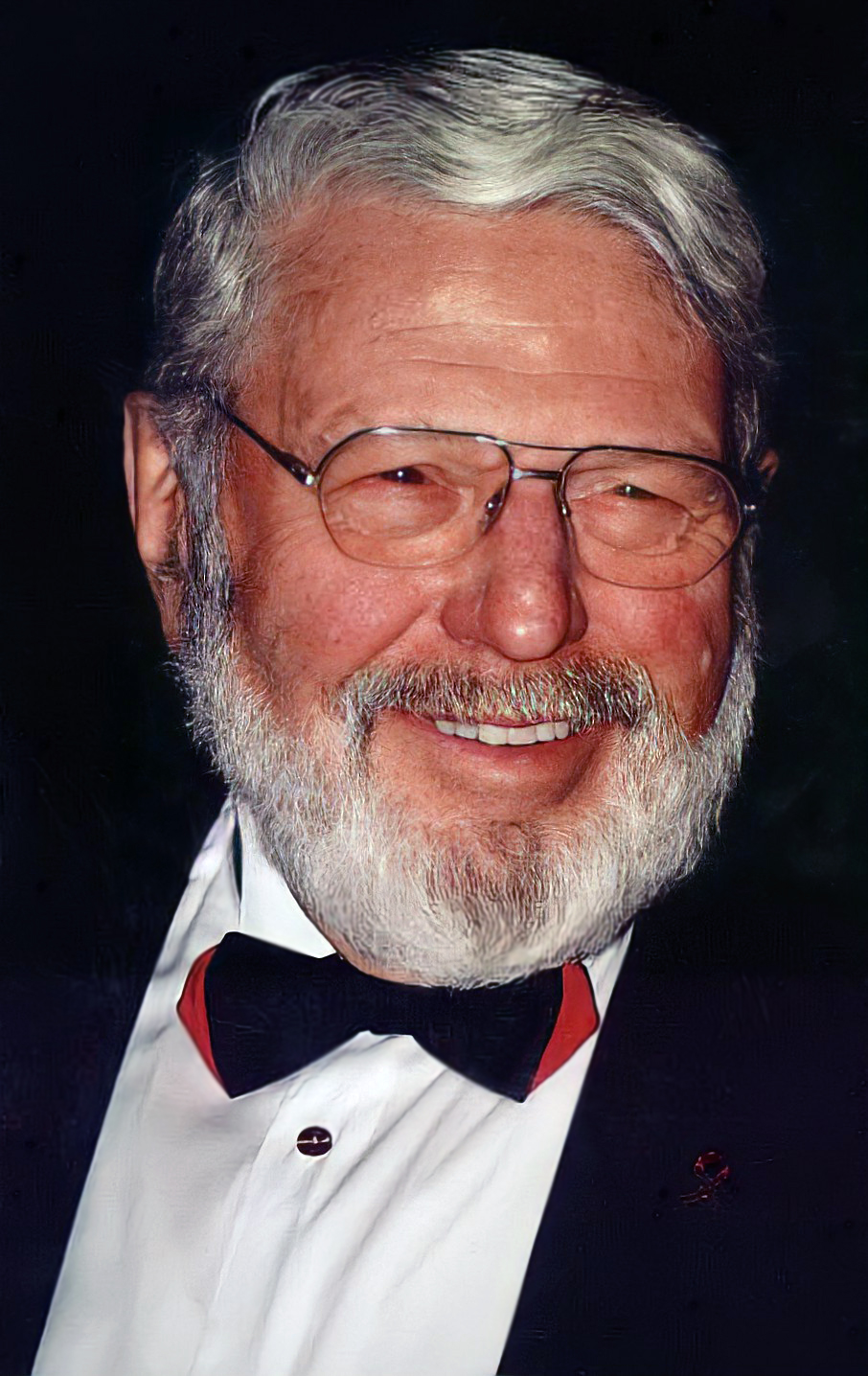
セオドア・ビケル／7月21日没

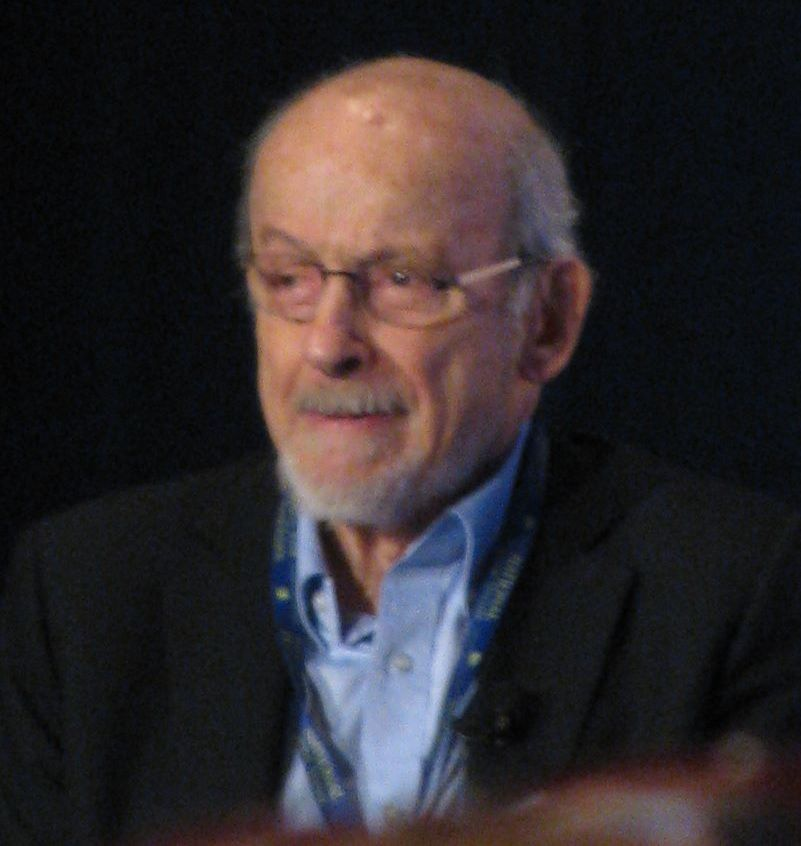
E・L・ドクトロウ／7月21日没

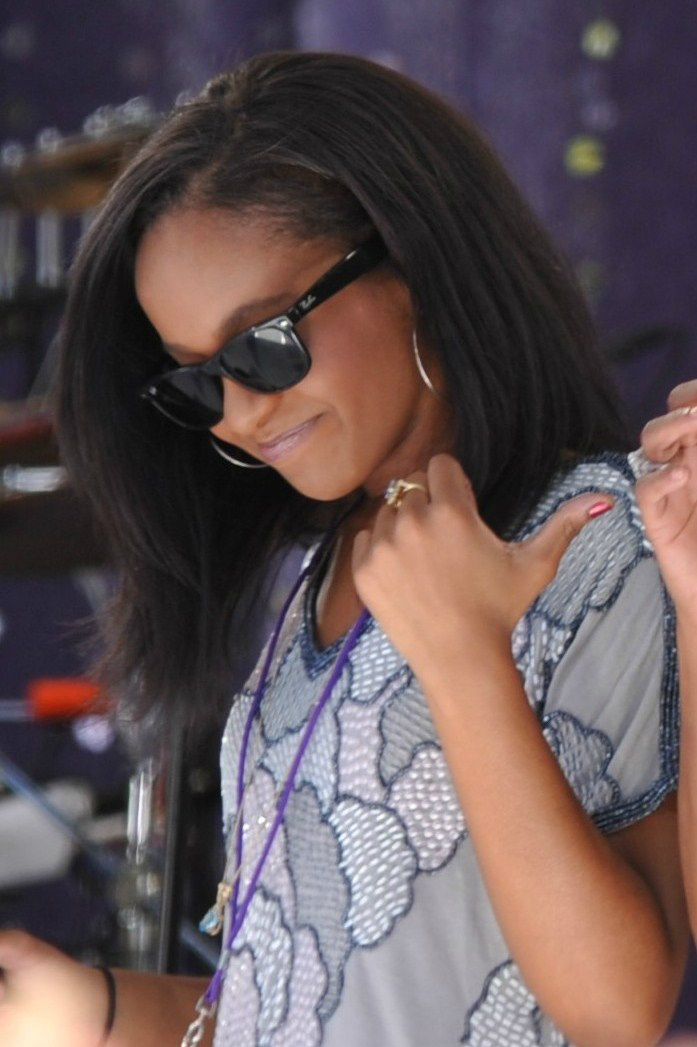
ボビー・クリスティーナ・ブラウン／7月26日没

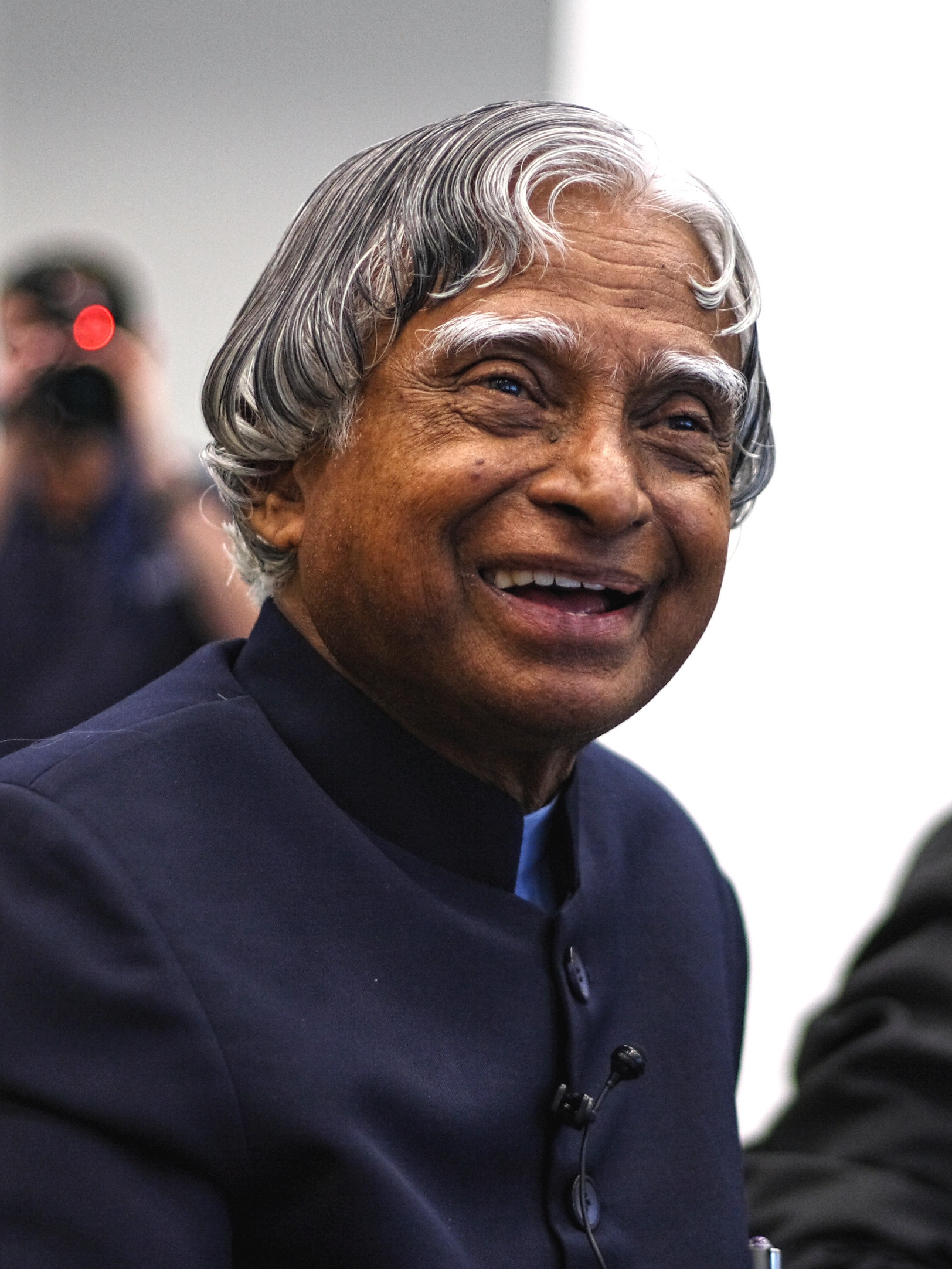
アブドゥル・カラーム／7月27日没

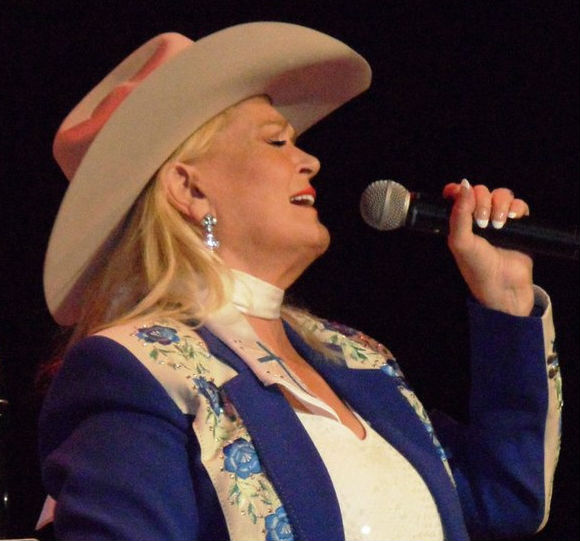
リン・アンダーソン／7月30日没

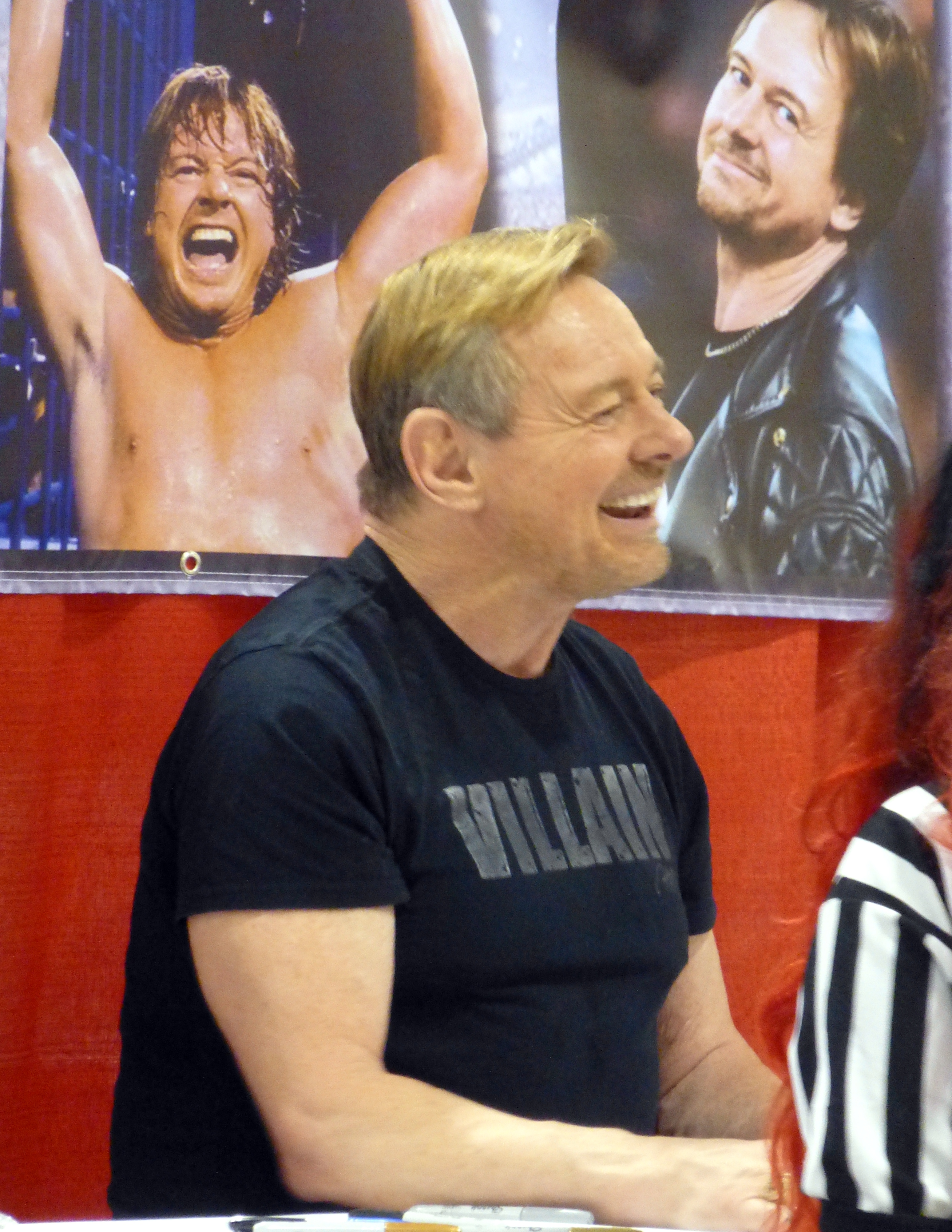
ロディ・パイパー／7月30日没

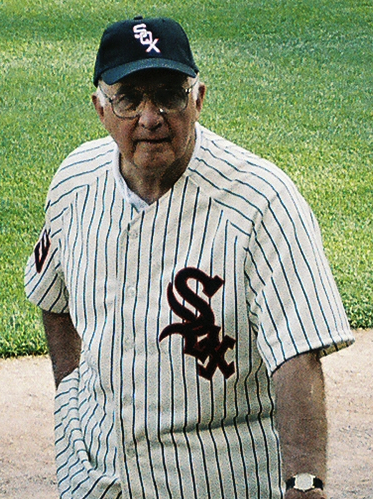
ビリー・ピアース／7月31日没

- 7月16日 - 今仲正雄、日本の実業家、元岡三証券副社長（* 1927年）[57]
- 7月16日 - 須藤永一郎、日本の実業家、吉野石膏会長（* 1934年）[58]
- 7月17日 - わかやまけん、日本の絵本作家（* 1930年）[59]
- 7月17日 - 芹沢文子、日本の声楽家、元東京音楽大学教授（* 1934年）[60]
- 7月17日 - ジュール・ビアンキ、フランスのレーシングドライバー（* 1989年）[61]
- 7月18日 - 荒井基裕、日本の声楽家（* 1920年）[62]
- 7月18日 - 只野通泰、日本の編曲家、作曲家（* 1923年）[63]
- 7月18日 - アレックス・ロッコ、アメリカ合衆国の俳優（* 1936年）[64]
- 7月19日 - 紀平悌子、日本の政治家、元参議院議員、元日本婦人有権者同盟会長（* 1928年）[65]
- 7月19日 - ガリナ・プロズメンシコワ、ソ連の水泳選手、1964年東京オリンピック女子200m平泳ぎ優勝者（* 1948年）[66]
- 7月19日 - 高橋のぶ、日本のミュージシャン、トランザムのボーカリスト（* 1949年）[67]
- 7月19日 - 安井久治、日本の裁判官、前福岡高等裁判所長官（* 1951年）[68]
- 7月20日 - 鶴見俊輔、日本の哲学者（* 1922年）[69][70]
- 7月20日 - 伊勢田史郎、日本の詩人（* 1928年）[71]
- 7月20日 - 坂野上明、日本の実業家、元北海道新聞社社長（* 1930年）[72]
- 7月20日 - 9代目竹本源大夫、日本の人形浄瑠璃文楽太夫（* 1932年）[73]
- 7月20日 - エリオ・フィオルッチ（英語版）、イタリアのデザイナー（* 1935年）[74]
- 7月20日 - 武末勝、日本の脚本家（* 1936年）[75]
- 7月20日 - ウェイン・カーソン（英語版）、アメリカ合衆国の作曲家（* 1943年）[76]
- 7月20日 - 本間正巳、日本の政治家、山形県酒田市長（* 1947年）[77]
- 7月21日 - セオドア・ビケル、アメリカ合衆国の俳優（* 1924年）[78]
- 7月21日 - E・L・ドクトロウ、アメリカ合衆国の小説家（* 1931年）[79]
- 7月21日 - 川崎敬三、日本の俳優、司会者（* 1933年）[80]
- 7月21日 - 高尾弘明、日本の政治家、前北海道赤平市長（* 1945年）[81]
- 7月22日 - 鹿野清一、日本の政治家、元宮城県志波姫町長（* 1933年?）[82]
- 7月22日 - 佐々木襄、日本の声楽家、ロイヤルナイツのメンバー（* 1937年）[83]
- 7月22日 - 中林五十一、日本の実業家、元ナカバヤシ社長（* 1943年）[84]
- 7月22日 - 大重潤一郎、日本の映画監督（* 1946年）[85]
- 7月23日 - 岸なみ、日本の児童文学作家（* 1912年）[86]
- 7月23日 - 山本尤、日本のドイツ文学者、京都府立医科大学名誉教授（* 1930年）[87]
- 7月23日 - 辰馬輝彦、日本の実業家、元興亜火災海上保険社長（* 1932年）[88]
- 7月23日 - 西田茜秋、日本の書家、毎日書道展審査会員（* 1934年）[89]
- 7月23日 - 久保田成子、日本の美術家（* 1937年）[90]
- 7月23日 - 上田昭夫、日本のラグビー選手（SH）、元フジテレビジョン社員・ニュースキャスター（* 1952年）[91]
- 7月23日 - 椎名もた、日本のボーカロイドクリエイター（* 1995年）[92]
- 7月24日 - 河野一英、日本の会計士、元新日本有限責任監査法人（当時センチュリー監査法人）会長（* 1920年）[93]
- 7月24日 - 塚本勝一、日本の陸軍軍人、陸上自衛官（* 1921年）[94]
- 7月24日 - 近藤鎮雄、日本の実業家、元大阪商船三井船舶社長（* 1921年）[95]
- 7月26日 - 竹島紀元、日本の編集者、映画監督、鉄道ジャーナル初代編集長（* 1926年）[96]
- 7月26日 - 篠田和久、日本の実業家、王子ホールディングス（旧王子製紙）代表取締役社長・会長、日本経団連副会長、日本製紙連合会会長（* 1946年）[97]
- 7月26日 - ボビー・クリスティーナ・ブラウン、アメリカ合衆国の女優・歌手（* 1993年）[98]
- 7月27日 - アブドゥル・カラーム、インドの政治家、第11代インド大統領（* 1931年）[99]
- 7月28日 - 明田功、日本の政治家、元京都府八幡市長（* 1943年）[100]
- 7月28日 - 5代目稀音家六四郎、日本の長唄三味線方、長唄稀音家流家元5世（* 1957年）[101]
- 7月28日 - 泉政行、日本の俳優（* 1980年）[102]
- 7月29日 - 岡野喜久麿、日本の実業家、元スルガ銀行頭取（* 1925年）[103]
- 7月29日 - 堀田岳成、日本の僧侶、大樹寺貫主、名誉東海学園長（* 1928年）[104]
- 7月29日 - 田坂雅保、日本の化学者、信州大学名誉教授（* 1936年）[105]
- 7月29日 - 北島孝久、日本の元検事、弁護士、日本大学法科大学員教授 (* 1956年) [106]
- 7月29日 - 吉川徹、日本の演出家（* 1961年）[107]
- 7月30日 - 前和男、日本の音楽プロデューサー（* 1934年）[108]
- 7月30日 - リン・アンダーソン、アメリカ合衆国の歌手（* 1947年）[109]
- 7月30日 - 海老原直美、日本のピアニスト、東京音楽大学教授（* 1949年）[110]
- 7月30日 - ロディ・パイパー、カナダの元プロレスラー、俳優（* 1954年）[111]
- 7月31日 - ビリー・ピアース、アメリカ合衆国の野球選手（* 1927年）[112]
- 7月31日 - 北野利信、日本の経営学者、大阪大学名誉教授（* 1928年）[113]
- 7月31日 - 加藤武、日本の俳優、文学座代表（* 1929年）[114]